# Chewing Gum (série télévisée)
Pour l’article homonyme, voir Chewing-gum.
Chewing Gum est une série télévisée britannique de type comédie de situation en douze épisodes d'environ 23 minutes créée par Michaela Coel, produite par Kelly McGolpin, Jon Rolph et Nana Hughes, diffusée entre le 6 octobre 2015 et le 9 février 2017 sur la chaîne E4.
En France, la série s'identifie comme étant une série originale Netflix, et a été mise en ligne le 31 octobre 2016. La deuxième saison est disponible dans tous les pays francophones depuis le 4 avril 2017.
En 2016, elle remporte un grand nombre de prix dont deux Royal Television Society Awards et un British Academy Television Award. Par ailleurs, la série est également nommée « Coup de cœur du jury pour la meilleure fiction européenne » au Festival de la fiction TV de La Rochelle,.

## Synopsis
La série raconte l’histoire de Tracey Gordon, une jeune épicière de 24 ans, résidant dans le borough londonien de Tower Hamlets. Élevée dans un cadre ultra-religieux et étant toujours vierge, elle désire en apprendre davantage sur le monde qui l’entoure et commencer à avoir des relations sexuelles.

## Distribution

### Acteurs principaux
- Michaela Coel (VFB : Mélanie Dermont) : Tracey Gordon
- Robert Lonsdale (en) (VFB : Sébastien Hébrant) : Connor Jones, le petit-ami de Tracey
- Danielle Walters (VFB : Maia Baran) : Candice, la meilleure amie de Tracey
- Maggie Steed (VFB : Myriam Thyrion) : Esther, La grand-mère de Candice
- Kadiff Kirwan (VFB : Nicolas Matthys) : Aaron, le petit-ami de Candice
- Susan Wokoma (VFB : Sophie Pyronnet) : Cynthia, la sœur de Tracey
- John MacMillan (VFB : Alexandre Crépet) : Ronald, l'ex de Tracey

### Acteurs récurrents
- Shola Adewusi (en) (VFB : Nathalie Hons) : Joy, la mère de Tracey
- Tanya Franks (en) (VFB : Fabienne Loriaux) : Mandy, la mère de Connor
- Sarah Hoare : Karly Raven, une voisine
- Abby Rakic-Platt (en) : Kristy Raven, une voisine
- Olisa Odele (VF : Alain Eloy) : Ola, un voisin

## Fiche technique
- Titre original : Chewing Gum
- Réalisateur : Tom Marshall
- Scénariste : Michaela Coel
- Producteurs délégués : Kelly McGolpin, Jon Rolph et Nana Hughes
- Société de production : Retort et FremantleMedia UK
- Musique : Shakka et Michaela Coel

### Diffusion internationale
- En version originale :
  -  Royaume-Uni : depuis le 6 octobre 2015 sur E4
- En version française :
  - Depuis le 31 octobre 2016 sur Netflix

Sous-titres en français : Hélène Janin

## Épisodes

### Première saison (2015)
Le tournage de la première saison a pris place entre juin et juillet 2015.
1. Sexe et violence (Sex and Violence)
2. Contraception (Binned)
3. Femme d’affaires (Possession)
4. La Licorne (The Unicorn)
5. La Cène (The Last Supper)
6. Révélations (Tolled Road)

### Deuxième saison (2017)
Le 3 décembre 2015, E4 annonce que la série est renouvelée pour une deuxième saison. Le tournage a eu lieu entre juin et août 2016. Elle est diffusée entre le 12 janvier et le 16 février 2017. Dans les pays francophones, l'intégralité de la saison est disponible le 4 avril 2017 sur Netflix.
1. Tu vas me dire ce qu'il s'est passé ? (WTF Happened?)
2. Un peu de changement (Replacements)
3. Je me sens si seule (Just Need Some Company)
4. Orlando (Orlando)
5. La super virée (Road Trip)
6. L’âge, c'est pas si important (Age Ain’t Nothing But a Number)

## Critiques
| Saison | Saison | Notes des critiques | Notes des critiques | Notes des critiques | Notes des critiques |
| Saison | Saison | Allociné            | Filmweb             | IMDb                | Rotten Tomatoes     |
| ------ | ------ | ------------------- | ------------------- | ------------------- | ------------------- |
|        | 1      | (4 critiques)       | (55 critiques)      | (361 critiques)     | 100% (13 critiques) |

### Saison 1
La première saison est affublée de la note de 3,3 étoiles sur 5 par les critiques d’Allociné, qui glorifient en majorité son ton humoristique et le jeu d’actrice de Michaela Coel. Dans une même optique, les utilisateurs de Filmweb lui accorde une observation de 6,7 étoiles sur 10. Aussi, elle reçoit une appréciation de 7,6 étoiles sur 10 par 361 habitués de l’Internet Movie Database, ainsi que l’excellente note de satisfaction de 100% sur Rotten Tomatoes, selon les avis de 13 spectateurs.
Chewing Gum reçoit majoritairement des avis positifs de la part des critiques. Olivier Joyard des Inrockuptibles introduit la série comme étant une « dramédie atypique », tout en estimant qu’elle est une preuve tangible de la « bonne forme des comédies féminines anglaises ». Corentin Durand de Numerama commente que « la très farfelue série de la chaîne E4 est une comédie rythmée, radicale et osée comparable à un diamant brut ». La rédaction du magazine Elle range le programme dans son palmarès des 15 séries anglaises à ne pas manquer et considère qu’« avec un ton enlevé, des comédiens habités et un rythme primesautier, Chewing Gum est un petit bijou de comédie so british ».

## Récompenses et nominations
| Année | Cérémonie                                     | Prix                                                      | Nommé                             | Résultat   |
| ----- | --------------------------------------------- | --------------------------------------------------------- | --------------------------------- | ---------- |
| 2016  | Screen Nation Film and Television Awards (en) | Talent émergent                                           | Michaela Coel                     | Nomination |
| 2016  | Screen Nation Film and Television Awards (en) | Star montante                                             | Danielle Walters ou Kadiff Kirwan | Nomination |
| 2016  | Screen Nation Film and Television Awards (en) | Meilleure série comique                                   | Chewing Gum                       | Lauréat    |
| 2016  | Royal Television Society Awards               | Meilleure performance comique                             | Michaela Coel                     | Lauréat    |
| 2016  | Royal Television Society Awards               | Découverte de l’année                                     | Michaela Coel                     | Lauréat    |
| 2016  | British Academy Television Craft Awards       | Meilleur nouveau talent                                   | Michaela Coel                     | Lauréat    |
| 2016  | British Academy Television Awards             | Meilleure performance féminine dans un rôle comique       | Michaela Coel                     | Lauréat    |
| 2016  | British Academy Television Awards             | Meilleur script pour une série télévisée                  | Chewing Gum                       | Nomination |
| 2016  | Festival de la fiction TV de La Rochelle      | Meilleure fiction européenne                              | Chewing Gum                       | Nomination |
| 2016  | Festival de la fiction TV de La Rochelle      | Coup de cœur du jury pour la meilleure fiction européenne | Chewing Gum                       | Lauréat    |